# Bergkvara
Bergkvara è un'area urbana della Svezia situata nel comune di Torsås, contea di Kalmar.
La popolazione risultante dal censimento 2010 era di 940 abitanti.